# Sarah Goodridge
Sarah Goodridge, nota anche come Sarah Goodrich (Templeton, 5 febbraio 1788 – Boston, 28 dicembre 1853), è stata una pittrice statunitense, specializzata in ritratti in miniatura.
Era la sorella maggiore di Elizabeth Goodridge, anche lei miniaturista.

## Biografia
Sesta figlia di Ebenezer Goodridge e Beulah Childs, mostrò già in tenera età una certa predisposizione al disegno. Essendo all'epoca limitate le opportunità di istruzione per le donne, fu prevalentemente un'artista autodidatta. Frequentò la scuola del distretto locale e realizzò i suoi primi schizzi sulla gente attorno a lei su corteccia di betulla, non potendosi permettere l'acquisto di carta. Per alcuni mesi visse con suo fratello William M. Goodrich a Milton, dove studiò in un collegio e seguì alcune lezioni di disegno. A Boston incontrò Gilbert Stuart, che si interessò alle sue opere.
Nel 1820 andò a vivere con sua sorella Elizabeth a Boston ed iniziò a ricevere lezioni e a dipingere ritratti in miniatura di eccezionale qualità. I suoi lavori continuarono a migliorare e guadagnò dalle opere commissionate quel che bastava per sostenere se stessa e la sua famiglia per diversi decenni. Alla fine si specializzò nelle miniature dipinte su avorio, prendendo lezioni da un miniaturista di Hartford, quasi certamente Elkanah Tisdale. I suoi dipinti furono esposti a Boston e a Washington. Dopo che la sua vista calò nel 1851, si ritirò dall'attività artistica e si trasferì a Reading.
Tra le sue opere spicca un autoritratto in miniatura dei suoi seni nudi, intitolato Beauty Revealed, ora esposto al Metropolitan Museum di New York. Realizzato nel 1828, lo donò a Daniel Webster, di cui era amica e corrispondente. Il dipinto è stato inserito nella retrospettiva "The Philippe de Montebello Years: Curators Celebrate Three Decades of Acquisitions" del 2008 ed è stato fonte di ispirazione per il libro Blindspot: A Novel di Jane Kamensky e Jill Lepore.